# Observatorium Bistrik kula
Das Observatorium Bistrik kula oberhalb von Sarajevo war die einzige Sternwarte auf dem Gebiet von Bosnien und Herzegowina und ist heute eine Ruine. Es befindet sich auf der Bergkuppe Bistrik Kula (1004 m) am Hang des Trebević südlich von Sarajevo auf dem Gelände einer ehemaligen Festung.

## Geschichte

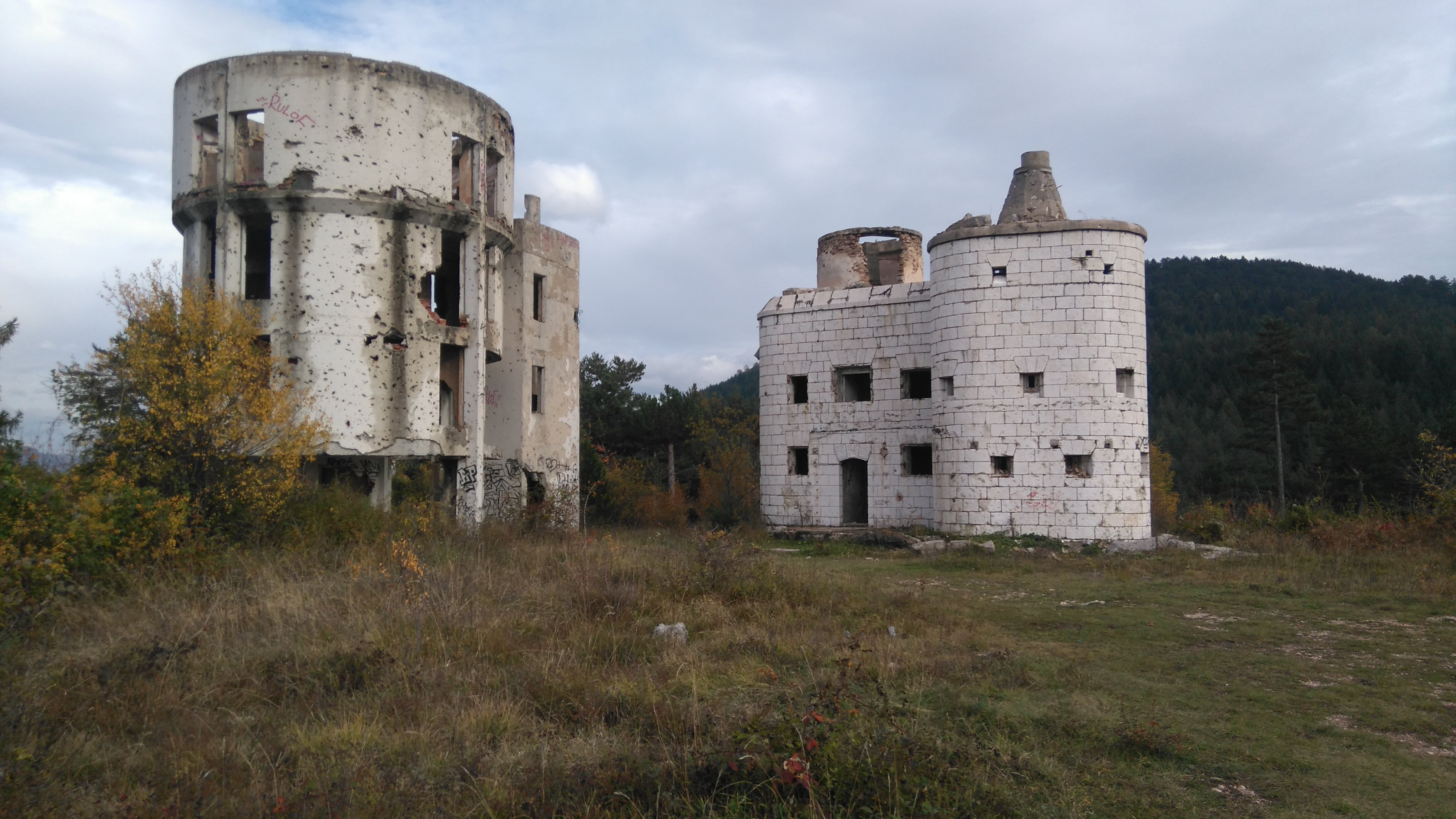
Blick von Westen auf die Ruine

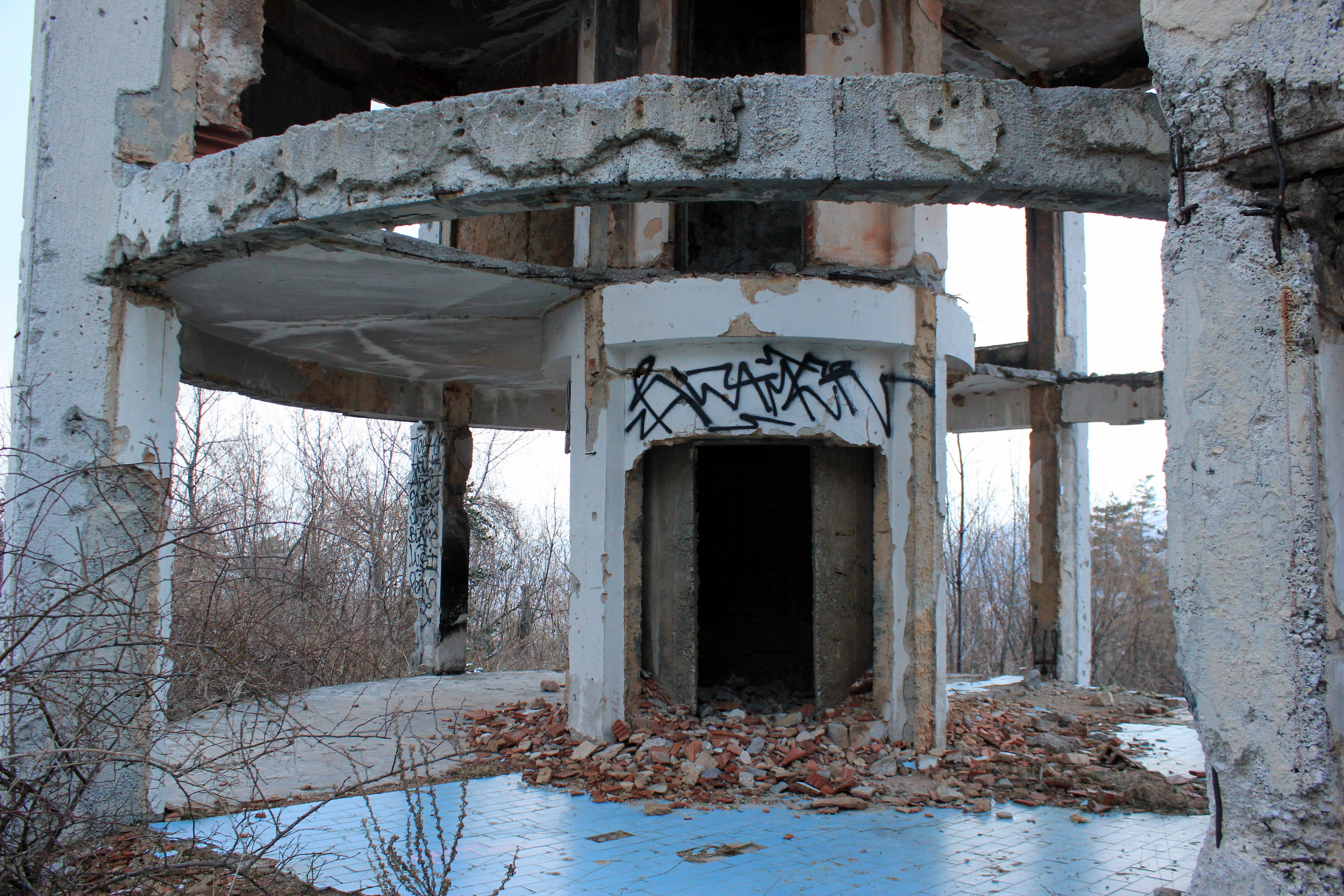
Ruine des Observationsturms

Auf dem österreichisch-ungarischen Fort Draguljac wurde in den 1960er Jahren durch die astronomische Gesellschaft Orion das Observatorium errichtet. In den frühen achtziger Jahren wurde die Anlage durch einen acht Meter hohen neuen Turm erweitert.
Das Observatorium war bis zu seiner Zerstörung im Bosnienkrieg eine wichtige Touristenattraktion und wurde bis heute nicht wieder aufgebaut. Seit ihrer Zerstörung gibt es keine ernsthaften astronomischen Forschungsinstrumente mehr im Land, obwohl das Interesse daran in der jüngeren Generation groß ist. Die Anlage liegt direkt neben dem Zielbereich der Bob- und Rodelbahn der Olympischen Winterspiele von 1984 an einem beliebten Wanderweg von Sarajevo zum Berg Trebević. Nur 180 Meter westlich verläuft die innerbosnische Entitätenlinie zur Republika Srpska. Die markanten Gebäudereste in der Spornlage sind eine weithin sichtbare Landmarke. Aufgrund dieser strategisch wichtigen Lage war die Position im Krieg hart umkämpft.